# ギオルゴス・ギアクマキス
- ヨルゴス・ヤクマキス

ギオルゴス・ギアクマキス（ギリシャ語: Γιώργος Γιακουμάκης、英語: Giorgos Giakoumakis、1994年12月9日 - ）は、ギリシャ・ヘラクリオン出身のサッカー選手。クルス・アスル所属。ポジションはFW。ギリシャ代表。

## クラブ経歴

### キャリア初期
ヘレニズム系ジプシーの祖先を持つギアクマキスは、POアタレニオスでキャリアをスタートさせた。2012年にFCプラタニアスと契約し、クサンティFCとの3-2で勝利した試合デビューを果たした。 2014年1月にはシーズン終了までのローンでエピスコピFCと契約し、通算11試合に出場して2ゴールを記録した。プラタニアスに戻り、2014-15シーズンから出場機会を上げ、2015年4月26日にはホームでのパネトーリコス戦で2-0と勝利し、スーパーリーグ初ゴールを記録した。

### AEKアテネ
2016年12月23日、AEKアテネFCとFCプラタニアスはギアクマキスの移籍で両者合意した。当時22歳だったギアクマキスはギリシャ国内でもトップレベルの才能を持つ選手として注目された。そして2017年6月26日、マヌエル・ヒメネス率いるAEKアテネに4年契約で完全移籍を果たした。怪我により出場こそは叶わなかったが、UEFAヨーロッパリーグのACミランではAEKアテネのサポーターが彼のチャントを披露した。2017年12月20日、ギリシャカップのパネトリコスFC戦で移籍後公式戦初ゴールを挙げ、2月4日のリーグ最大のライバルであるオリンピアコスFC戦では後半アディショナルタイムに1-1からの決勝点を挙げた。

### フェンロー
2020年8月11日、エールディヴィジのVVVフェンローに2年契約で移籍した。2020-21シーズン、VVフェンローはリーグ最下位で降格したものの、自身はPK8ゴールを含む26ゴールを挙げてエールディヴィジ得点王に輝いた。

### セルティック
2021年8月31日、5年契約でセルティックFCに移籍。移籍初年度はリーグ戦13得点を挙げ得点王を獲得し、怪我で離脱した古橋亨梧の後釜を務めた。
2022-23シーズンは復帰した古橋にスタメンを譲る機会が増え、本人も契約延長オファーを蹴り、移籍を志願していると報じられた。冬の移籍市場では、FCミッティラン、FCジロンダン・ボルドー、浦和レッズ、UCサンプドリアなど国外のクラブが関心を示した。

### アトランタ・ユナイテッド
2023年2月9日、アメリカ・MLSのアトランタ・ユナイテッドFCへの完全移籍が発表された。契約期間は2026年シーズン終了までの4年間。

### クルス・アスル
2024年6月16日、クルス・アスルに移籍した。

## タイトル

### 個人
- エールディヴィジ 得点王：2020-21
- スコティッシュ・プレミアシップ 得点王：2021-22
- MLS 年間最優秀新人賞：2023